# Supermolekul
Termin supermolekul ili supramolekul, je uveo K.L. Volf 1937. da bi opisao vodonično vezane dimere sirćetne kiseline. Istraživanje nekovalentnih veza u molekulskim kompleksima se od tog vremena razvilo u polje supramolekularne hemije. Termin supermolekul se ponekad koristi za opisivanje supramolekularnih konstrukcija, koje su kompleksi dva ili više molekula (često makromolekula) koji nisu kovalentno vezani. Termin supermolekul se takođe koristi u biohemiji za opisivanje kompleksa biomolekula, kao što su peptidi i oligonukleotidi formiranih od više lanaca.